# Ингеборга Киевская
Ингеборга Киевская, Ингибьёрг (примерно 1100 — после 1137) — русская княжна, жена датского герцога Кнуда Лаварда. Происходила из рода Рюриковичей. Дочь Мстислава Владимировича, великого князя киевского, и его первой жены Христины Ингесдоттер, дочери короля Швеции Инге I.

## Жизнь
Предположительно получила неплохое образование при дворе отца. Около 1116 года был заключен брак между Ингеборгой и Кнудом Лавардом, герцогом южной Ютландии, сыном датского короля Эрика I Доброго. «История датских королей» (XIII в.), основанная на поэтических источниках, описывает сватовство Кнуда, чей посол восхваляет его при дворе Мстислава Владимировича. Брак был организован Маргаритой Фредкуллой, королевой Дании и тёткой Ингеборги со стороны матери.
Вместе с мужем Ингеборга Киевская погрузилась в борьбу за датскую корону, претендентом на которую он был. В ходе этой борьбы в 1131 году Кнуд был убит. В день убийства Ингеборга, как будто что-то чувствуя, пыталась отговорить Кнуда идти в лес на встречу с его дядей Нильсом, который его убил.
Через несколько дней после этого она родила посмертного сына Кнуда — будущего короля Дании Вальдемара I Великого, названного в честь прадеда, Владимира Мономаха. В сагах говорится, что Вальдемар родился на Руси.
В датской истории Ингеборга в последний раз упоминается в 1137 году. После убийства непопулярного короля Эрика II Памятливого, который был женат на её сестре Мальмфриде, на ассамблее в Рингстеде было предложено, чтобы следующим королём стал 6-летний Вальдемар. Однако Ингеборга отказалась поддержать это предположение. После этого она вместе с детьми вынуждена была вернуться на родину. Её дальнейшая судьба неизвестна.
В 1170 году Вальдемар, уже датский король, добился канонизации своего отца Кнуда Лаварда. Но при этом ничего не говорилось о жене Кнуда Ингеборге. Можно предположить, что если бы она вернулась в Данию, об этом было бы упомянуто.

## Семья
Муж — Кнуд Лавард (1096—1131), герцог южной Ютландии
Дети:
- Кристина (1118-1139?), жена Магнуса IV, короля Норвегии
- Маргарита, жена Стига Хвиталедра[норв.]
- Екатерина, жена Прибислава Генриха, князя Бранденбурга (?-1150)
- Вальдемар (1131—1182), король Дании в 1157—1182 годах